# Caedmonmanuskriptet

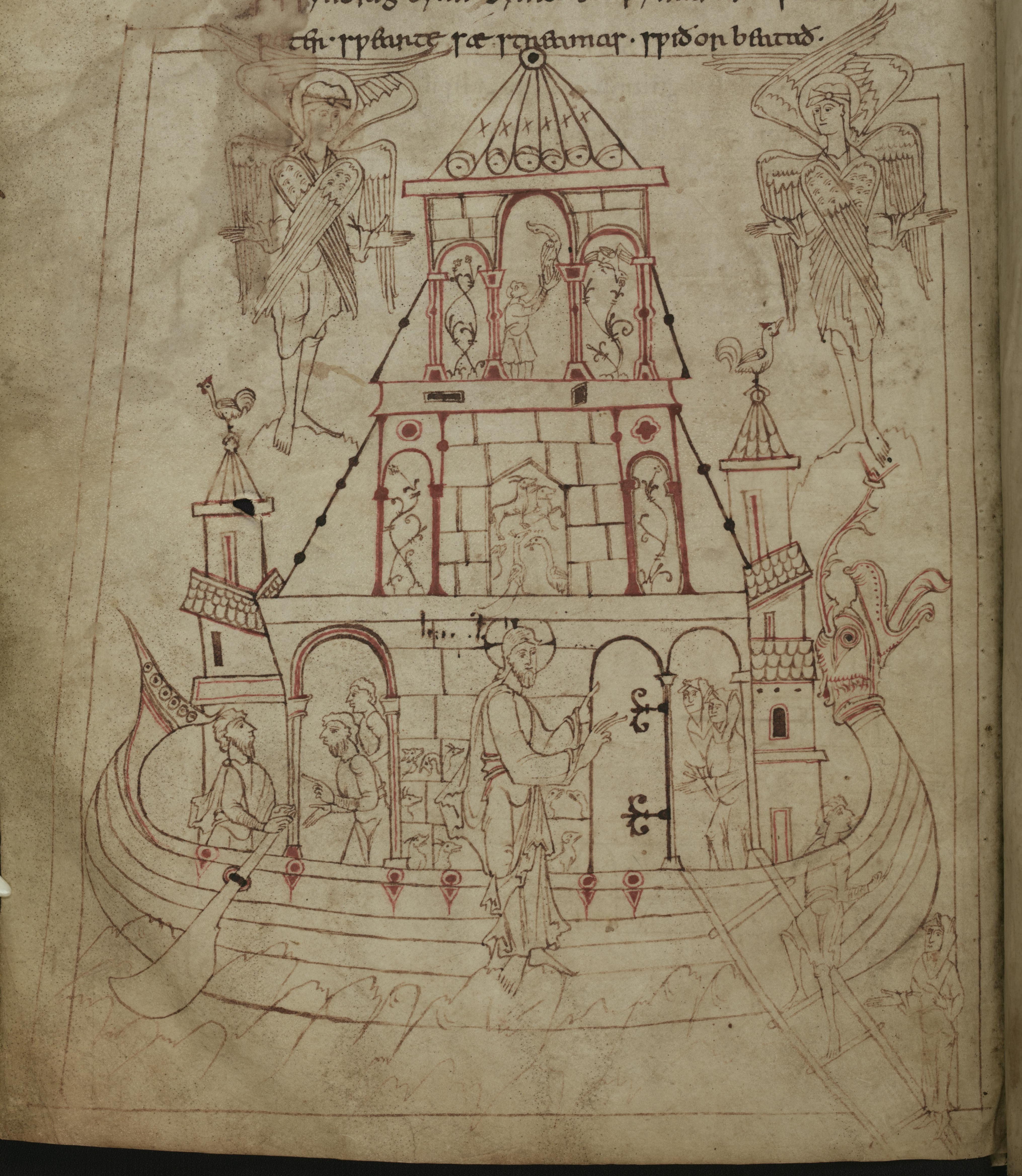
Noas ark med drakhuvud

MS Junius 11 (Caedmon eller Junius manuskriptet) är en av de fyra viktigaste anglosaxiska poetiska codexar. Den innehåller arbeten som är kända från sina titlar: Genesis, Exodus, Daniel, och Christ and Satan
Manuskriptet finns bland samlingarna hos Bodleianbiblioteket vid Universitetet i Oxford och har digitaliserats.